# 马里兰大学医学院
马里兰大学医学院（University of Maryland School of Medicine，简称UMSOM），位于美国马里兰州巴爾的摩，是马里兰大学巴尔的摩分校的醫學院，隶属于马里兰大学医学中心和馬里蘭大學医疗系统。它成立于1807年，当时名为马里兰医学院，是美国第一所公立医学院，也是美国第五古老的医学院。马里兰大学医学院的校园有建于1812年的Davidge Hall。